# 陈永林 (1928年)
陈永林（1928年—），男，满族，北京人，中国昆虫学家，曾任中国科学院动物研究所研究员、博士生导师。